# نخل (بخش)
شهرستان نخل به عربی ( ولایة نخل ) یکی از شهرستانهای استان باطنه در کشور پادشاهی عمان است.